# Constanza Moreira
Constanza Moreira (née à Montevideo le 22 février 1960) est une femme politique , politologue et sociologue uruguayenne. Elle est sénatrice entre 2010 et 2020, et depuis 2025.
Proche de José Mujica dans les années 2000, elle est propulsée par ce dernier en tant que candidate à la présidence du Front large mais ne ne fait pas consensus. Deux ans plus tard, en 2009, elle est élue sénatrice aux élections de 2009 sur la liste du MPP.
En septembre 2013, elle lance son mouvement féministe et écosocialiste nommé « Casa Grande » et se lance en tant que pré-candidate aux élections de 2014. Elle termine deuxième, loin derrière Tabaré Vázquez, avec 53 915 voix (18%). À l'époque, elle est perçue comme « antisystème » au sein du Front large.
Quelques mois plus tard, lors des élections d'octobre 2014, elle est réélue sénatrice avec sa liste Casa Grande. 
En 2015, l'ancien président José Mujica acte la rupture personnelle et politique avec Constanza Moreira et l'accuse d'avoir un « coeur capitaliste » et d'être devenue « sénatrice par hasard ».

## Biographie

### Familles et études
Sa mère, Iné Viñas, a étudié à la Faculté de Médecine et à l' École des Beaux-Arts, dont elle a obtenu son diplôme en 2000, et son père, Iradier Moreira, originaire de Durazno, est diplômé de la Faculté de Dentisterie et fut professeur de paradentose.
Constanza Moreira, née à Montevideo, est diplômée en sociologie du CLAEH (en 1981), obtint en 1984 une licence en philosophie puis passe sa thèse de sciences politiques en 1997, à l'université Cándido Mendes de Rio de Janeiro.

### Parcours politique

#### Proche de Pepe Mujica et ascension controversée au sein du MPP
Elle a été proposée en 2007 par le MPP, l'Axe artiguiste et le Parti pour la victoire du peuple pour présider le Front large, mais sa candidature n'a pas fait suffisamment consensus. Deux ans plus tard, en 2009, elle est élue sénatrice aux élections d'octobre 2009 sur la liste du Mouvement de participation populaire (MPP).

#### Création de Casa Grande, candidate présidentielle antisystème et réélue sénatrice
En septembre 2013, elle lance son mouvement féministe et écosocialiste nommé « Casa Grande » et se lance en tant que pré-candidate aux élections de 2014. Pendant la campagne interne du Front large, elle est soutenu par des partis ou mouvements radicaux comme le PVP. Elle termine deuxième, loin derrière Tabaré Vázquez, avec 53.915 voix (18%). À l'époque, sa candidature est perçue comme « antisystème » au sein du Front large.
Quelques mois plus tard, lors des élections d'octobre 2014, elle est réélue sénatrice avec sa liste Casa Grande. 

#### Dirigeante de Casa Grande et élue sénatrice en 2024
Pendant et après son mandat de sénatrice, Constanza Moreira développe son mouvement Casa Grande. En 2015, un an après l'élection présidentielle, son mouvement est reconnu en tant que composante du Front large.
Lors des élections d'octobre 2024, son mouvement Casa Grande s'allie avec le Parti communiste d'Uruguay (PCU) pour une liste commune au Sénat, nommée « Unité pour l'espoir ». Elle occupe la seconde position, elle est élue.